# Урочище Хилятин
Уро́чище Хиля́тин — гідрологічний заказник місцевого значення в Україні. Розташований у межах Олевського району Житомирської області, неподалік від села Копище. 
Площа 591 га. Статус надано згідно з рішенням Житомирської облради V скликання від 15.08.2008 року, № 642. Перебуває у віданні ДП «Олевський лісгосп АПК» (Копищанське лісництво, кв. 67—69, 76—78, 81). 
Створений з метою охорони частини типового для Житомирського Полісся лісового масиву з численними заболоченими ділянками і каналами. 